# هوراس دبلیو بابکوک
هوراس دبلیو بابکوک (انگلیسی: Horace W. Babcock; ۱۳ سپتامبر ۱۹۱۲ – ۲۹ اوت ۲۰۰۳) دانشمند در زمینه اخترشناسی اهل ایالات متحده آمریکا بود.
وی همچنین برندهٔ جوایزی همچون نشان هنری دراپر، مدال طلائی انجمن سلطنتی اختر شناسان، جایزه بروس، و مدال ادینگتون شده‌است.